# 郦姓
酈姓是中文姓氏之一，在《百家姓》中排第303位。現代是個罕見的姓氏。

## 源流
1. 禹接受舜的禪讓，得到統治基礎。追封黄帝后人涓于郦邑（河南省内乡县郦城村），建立郦国。春秋中期，郦国被晋国攻灭，又被周天子封于陈留（河南省开封市），以原国名命姓，称为郦姓。[2]
2. 源于风姓，出自远古骊山氏女娲，属于复姓省文简化为氏。[來源請求]

## 外部連結
- 浣江郦氏宗谱崇本堂支系 - 族谱录 （页面存档备份，存于）
- 酈姓出處及讀音 （页面存档备份，存于）

## 延伸阅读
[在维基数据编辑]
 《百家姓》
 《欽定古今圖書集成·明倫彙編·氏族典·酈姓部》，出自陈梦雷《古今圖書集成》